# Abot-Kamay na Pangarap
Abot-Kamay na Pangarap je filipínský televizní seriál vysílaný na stanici GMA Network od 5. září 2022. Hlavní role ztvárnili Carmina Villaroel a Jillian Ward.

## Obsazení
| Carmina Villarroel | Lyneth Santos-Tanyag |
| Jillian Ward       | Analyn Santos Tanyag |